# Grandi cacciatori
Grandi cacciatori è un film italiano del 1988 diretto da Augusto Caminito con protagonisti Klaus Kinski e Harvey Keitel.

## Trama
Un giovane biologo viene trovato brutalmente assassinato in un'impervia zona artica. Un suo collega sospetta che gli assassini siano i bracconieri della zona, dediti allo sterminio delle foche: per questo chiede aiuto a un ex cacciatore che ben conosce quei territori...